# Gustaaf Deloor
Gustaaf Deloor (ur. 24 czerwca 1913 w De Klinge; zm. 28 stycznia 2002 w Mechelen) – belgijski kolarz szosowy startujący wśród zawodowców w latach 1932–1939. Dwukrotny zwycięzca Vuelta a España (1935, 1936). Zwycięzca etapu w Tour de France.

## Najważniejsze zwycięstwa
- 1935 - trzy etapy i klasyfikacja generalna Vuelta a España
- 1936 - trzy etapy i klasyfikacja generalna Vuelta a España
- 1937 - etap Tour de France
- 1937 - 2. miejsce w Liège-Bastogne-Liège